# Clay Marzo: Just Add Water
Clay Marzo: Just Add Water é um filme estadunidense de 2009 que conta a história do freesurfer havaiano Clay Marzo.

## Sinopse
| “ | Em 2007, Marzo foi diagnosticado com a Síndrome de Asperger, uma forma de autismo diferenciando-se por não apresentar atraso ou retardo global no desenvolvimento cognitivo ou da linguagem do indivíduo. Devido a esta condição, Clay tem certa dificuldade em se comprometer com competições. Entretanto, a perspectiva de continuar profissionalmente como um freesurfer parece ser promissora para ele. | ” |

## Elenco
| - Clay Marzo - Kelly Slater - Dane Reynolds - Ry Craike - Dusty Payne - Wes Larsen - Kevin Sullivan | - Alicia Yamada - Raimana Van Bastolaer - Danny Fuller - Jamie O'Brien - Gabriel Villaran - Strider Wasilewski |

## Prêmios e Indicações
| Ano  | Prêmio                                | Categoria                    | Indicação  | Resultado | Ref.  |
| ---- | ------------------------------------- | ---------------------------- | ---------- | --------- | ----- |
| 2009 | Surfer Magazine Poll and Video Awards | Melhor Performance Masculina | Clay Marzo | Venceu    | [ 3 ] |
| 2009 | X-Dance Action Sports Film Festival   | Best Biography               | O Filme    | Venceu    | [ 4 ] |